# Herbjørg Wassmo
Herbjørg Wassmo (ur. 6 grudnia 1942 w Øksnes, Vesterålen) – norweska pisarka.
Opublikowała dwa zbiory wierszy: Skrzydlaty zespół (1976) i Czas powodzi (1977), trylogię: Dom ze ślepą werandą (1981), Niemy pokój (1983), Otwarte niebo (1986), za którą otrzymała literacką nagrodę Rady Nordyckiej.
Najbardziej znaną powieścią Wassmo jest Księga Diny (1989), która została zekranizowana 2002 roku pod tym samym tytułem.
Powieści
- 1981: Huset med den blinde glassveranda – polskie wydanie Dom ze ślepą werandą, tłumaczenie Adela Skrentni-Olsen, wyd. Poznańskie
- 1983: Det stumme rommet – Niemy pokój, drugi tom trylogii Tory, dotąd nieopublikowany w Polsce
- 1984: Veien å gå
- 1986: Hudløs himmel – Otwarte niebo, trzeci tom trylogii Tory, dotąd nieopublikowany w Polsce
- 1989: Dinas bok – polskie wydanie Księga Diny, tłumaczenie Ewa Partyga, wydawnictwo Smak Słowa, 2014
- 1992: Lykkens sønn – polskie wydanie Syn szczęścia, drugi tom trylogii Diny, tłumaczenie Ewa M. Bilińska, wydawnictwo Smak Słowa, 2017
- 1995: Reiser: fire fortellinger
- 1997: Karnas arv – polskie wydanie Dziedzictwo Karny, trzeci tom trylogii Diny, tłumaczenie Ewa M. Bilińska, wydawnictwo Smak Słowa, 2018
- 2001: Det sjuende møte
- 2003: Flukten fra Frank
- 2006: Et glass melk takk
- 2009: Hundre år – polskie wydanie Stulecie, tłumaczenie Ewa M. Bilińska, wydawnictwo Smak Słowa, 2014
- 2013: Disse øyeblikk – polskie wydanie Te chwile, tłumaczenie Ewa M. Biińska, wydawnictwo Smak Słowa, 2015
- 2017: Den som ser

Poezja
- 1976: Vingeslag (Skrzydlaty zespół)
- 1977: Flotid (Czas powodzi)
- 1991: Lite grønt bilde i stor blå ramme

Pozostałe
- 1982: Juni-vinter
- 1985: Mellomlanding
- 1996: Hemmelig torsdag i treet